# Зяньковцы (Винницкая область)
Зя́ньковцы (укр. Зяньківці) — село в Немировском районе Винницкой области, Украина.
Код КОАТУУ — 0523083601. Население по переписи 2001 года составляет 334 человека. Почтовый индекс — 22882. Телефонный код — 4331.
Занимает площадь 1,39 км².

## Адрес местного совета
22882, Винницкая область, Немировский р-н, с. Зяньковцы, тел. 3-54-42, 5-54-71